# Lista de cidades na voivodia da Podláquia
Existem 40 cidades na voivodia da Podláquia com uma população total de 692 133 habitantes, representando cerca de 60,81% de toda a população da voivodia (em 1 de janeiro de 2024).
A maior e única cidade com uma população de mais de 100 000 habitantes e, ao mesmo tempo, a capital da voivodia da Podláquia é Białystok, habitada por 291 688 pessoas. A população de Białystok constitui aproximadamente 42,14% da população urbana da voivodia. Há um total de 14 cidades sedes de condados na voivodia, incluindo 3 cidades com direitos de condados: Białystok, Łomża e Suwałki. Estas três cidades são habitadas por um total de aproximadamente 36,87% da população da voivodia da Podláquia. A menor cidade sede de condado é Sejny com uma população de 4 889 habitantes, que também é a menor cidade desse tipo na Polônia. A maior cidade que não é sede de condado é Łapy, habitada por 14 436 pessoas. Suraż tem a menor população - 965 pessoas.
A maior área é ocupada por Białystok - 102,1 km², e a menor por Michałowo - 2,2 km². A área total das áreas urbanas na voivodia é de 925,8 km², ou seja, aproximadamente 4,59% da área da voivodia. Ao mesmo tempo, Białystok tem a maior densidade populacional de aproximadamente 2 856 pessoas/km², enquanto Kleszczele tem a menor densidade populacional - 22,5 pessoas/km².
O maior número - nove cidades - está localizado no condado de Białystok: Choroszcz, Czarna Białostocka, Łapy, Michałowo, Supraśl, Suraż, Tykocin, Wasilków e Zabłudów. Somente uma cidade está localizada no condado de Sejny e no condado de Zambrów, enquanto o condado de Suwałki consiste apenas em comunas rurais.
| Disposição das cidades na voivodia da Podláquia |
| --- |
| Białystok Suwałki Łomża Augustów Bielsk Podlaski Grajewo Zambrów Hajnówka Sokółka Łapy Siemiatycze Wasilków Kolno Mońki Wysokie Mazowieckie Czarna Białostocka Choroszcz Dąbrowa Białostocka Sejny Ciechanowiec Supraśl Brańsk Szczuczyn Michałowo Knyszyn Zabłudów Czyżew Krynki Nowogród Lipsk Suchowola Stawiski Szepietowo Tykocin Drohiczyn Goniądz Jedwabne Rajgród Kleszczele Suraż Cidades por população: – mais de 100 mil; – de 50 a 100 mil; – de 20 a 50 mil; – de 10 a 20 mil; – de 5 a 10 mil; – menos de 5 mil; |

A tabela mostra todas as cidades da voivodia da Podláquia por população. As informações sobre a população são baseadas nos dados do Escritório Central de Estatística em 31 de dezembro de 2024. Os nomes das cidades sedes de condados, estão em negrito e os nomes das cidades com direitos de condado também estão escritos em itálico. Os nomes das autoridades da cidade que usam o título de presidente da cidade são escritos em itálico.
| #   | Brasão | Nome                | Condado             | População (31/12/2024) | Área [km²] (31/12/2024) | Densidade populacional [hab./km²] (31/12/2024) | Prefeito/Presidente        | Coordenadas                  |
| --- | ------ | ------------------- | ------------------- | ---------------------- | ----------------------- | ---------------------------------------------- | -------------------------- | ---------------------------- |
| 1.  |        | Białystok           | Białystok           | 290 907                | 102,1                   | 2 848,4                                        | Tadeusz Truskolaski        | 53° 08′ 07″ N, 23° 08′ 44″ L |
| 2.  |        | Suwałki             | Suwałki             | 68 035                 | 65,5                    | 1 038,5                                        | Czesław Renkiewicz         | 54° 06′ 04″ N, 22° 55′ 57″ L |
| 3.  |        | Łomża               | Łomża               | 59 476                 | 32,7                    | 1 820,5                                        | Mariusz Chrzanowski        | 53° 10′ 35″ N, 22° 04′ 23″ L |
| 4.  |        | Augustów            | Augustów            | 28 917                 | 80,9                    | 357,4                                          | Mirosław Karolczuk         | 53° 50′ 37″ N, 22° 58′ 39″ L |
| 5.  |        | Bielsk Podlaski     | Bielsk              | 23 677                 | 27,0                    | 876,6                                          | Piotr Wawulski             | 52° 46′ 06″ N, 23° 11′ 31″ L |
| 6.  |        | Grajewo             | Grajewo             | 20 777                 | 18,9                    | 1 097,0                                        | Maciej Paweł Bednarko      | 53° 38′ 48″ N, 22° 27′ 18″ L |
| 7.  |        | Zambrów             | Zambrów             | 20 777                 | 19,0                    | 1 092,4                                        | Kazimierz Dąbrowski        | 52° 59′ 08″ N, 22° 14′ 28″ L |
| 8.  |        | Hajnówka            | Hajnówka            | 18 836                 | 21,3                    | 884,7                                          | Ireneusz Kiendyś           | 52° 44′ 20″ N, 23° 35′ 00″ L |
| 9.  |        | Sokółka             | Sokółka             | 16 998                 | 18,6                    | 914,4                                          | Ewa Kulikowska             | 53° 24′ 25″ N, 23° 30′ 00″ L |
| 10. |        | Łapy                | Białystok           | 14 333                 | 12,1                    | 1 180,6                                        | Krzysztof Gołaszewski      | 52° 59′ 28″ N, 22° 53′ 07″ L |
| 11. |        | Siemiatycze         | Siemiatycze         | 13 340                 | 36,3                    | 368,0                                          | Piotr Siniakowicz          | 52° 25′ 38″ N, 22° 51′ 45″ L |
| 12. |        | Wasilków            | Białystok           | 12 790                 | 28,3                    | 452,6                                          | Adrian Łuckiewicz          | 53° 12′ 00″ N, 23° 12′ 16″ L |
| 13. |        | Kolno               | Kolno               | 9 805                  | 25,1                    | 391,1                                          | Andrzej Duda               | 53° 24′ 38″ N, 21° 56′ 02″ L |
| 14. |        | Mońki               | Mońki               | 9 391                  | 7,7                     | 1 226,0                                        | Zbigniew Karwowski         | 53° 24′ 25″ N, 22° 47′ 50″ L |
| 15. |        | Wysokie Mazowieckie | Wysokie Mazowieckie | 8 997                  | 15,2                    | 590,4                                          | Jarosław Siekierko         | 52° 55′ 00″ N, 22° 30′ 52″ L |
| 16. |        | Czarna Białostocka  | Białystok           | 8 512                  | 14,3                    | 596,1                                          | Jacek Chrulski             | 53° 18′ 19″ N, 23° 16′ 56″ L |
| 17. |        | Choroszcz           | Białystok           | 6 162                  | 16,8                    | 367,0                                          | Robert Wardziński          | 53° 08′ 35″ N, 22° 59′ 08″ L |
| 18. |        | Dąbrowa Białostocka | Sokółka             | 4 967                  | 22,6                    | 219,4                                          | Artur Gajlewicz            | 53° 39′ 13″ N, 23° 20′ 55″ L |
| 19. |        | Sejny               | Sejny               | 4 845                  | 4,5                     | 1 079,1                                        | Dorian Grzegorz Krause     | 54° 06′ 24″ N, 23° 20′ 55″ L |
| 20. |        | Ciechanowiec        | Wysokie Mazowieckie | 4 340                  | 19,5                    | 222,2                                          | Eugeniusz Święcki          | 52° 41′ 10″ N, 22° 29′ 30″ L |
| 21. |        | Supraśl             | Białystok           | 4 325                  | 5,7                     | 760,1                                          | Radosław Dobrowolski       | 53° 12′ 40″ N, 23° 20′ 15″ L |
| 22. |        | Brańsk              | Bielsk              | 3 467                  | 32,4                    | 106,9                                          | Agata Puchalska            | 52° 44′ 44″ N, 22° 50′ 00″ L |
| 23. |        | Szczuczyn           | Grajewo             | 3 123                  | 13,2                    | 236,1                                          | Marcin Wileński            | 53° 33′ 58″ N, 22° 17′ 06″ L |
| 24. |        | Michałowo           | Białystok           | 2 750                  | 2,2                     | 1 279,1                                        | Marek Nazarko              | 53° 02′ 13″ N, 23° 36′ 16″ L |
| 25. |        | Knyszyn             | Mońki               | 2 647                  | 23,7                    | 111,8                                          | Jarosław Chmielewski       | 53° 18′ 45″ N, 22° 55′ 10″ L |
| 26. |        | Zabłudów            | Białystok           | 2 476                  | 14,3                    | 173,1                                          | Adam Tomanek               | 53° 00′ 55″ N, 23° 20′ 07″ L |
| 27. |        | Czyżew              | Wysokie Mazowieckie | 2 457                  | 5,2                     | 469,8                                          | Franciszek Kuczewski       | 52° 47′ 45″ N, 22° 19′ 45″ L |
| 28. |        | Krynki              | Sokółka             | 2 122                  | 3,8                     | 554,0                                          | Jolanta Gudalewska         | 53° 15′ 55″ N, 23° 46′ 20″ L |
| 29. |        | Nowogród            | Łomża               | 2 093                  | 20,6                    | 101,8                                          | Grzegorz Palka             | 53° 13′ 40″ N, 21° 52′ 50″ L |
| 30. |        | Lipsk               | Augustów            | 2 048                  | 5,0                     | 411,2                                          | Konrad Stanisław Skokowski | 53° 44′ 01″ N, 23° 23′ 59″ L |
| 31. |        | Suchowola           | Sokółka             | 2 015                  | 26,0                    | 77,6                                           | Michał Matyskiel           | 53° 34′ 46″ N, 23° 06′ 06″ L |
| 32. |        | Szepietowo          | Wysokie Mazowieckie | 1 999                  | 2,8                     | 703,9                                          | Robert Wyszyński           | 52° 52′ 11″ N, 22° 32′ 47″ L |
| 33. |        | Stawiski            | Kolno               | 1 991                  | 13,2                    | 150,4                                          | Agnieszka Rutkowska        | 53° 22′ 47″ N, 22° 09′ 18″ L |
| 34. |        | Tykocin             | Białystok           | 1 828                  | 29,0                    | 63,1                                           | Mariusz Dudziński          | 53° 12′ 20″ N, 22° 46′ 15″ L |
| 35. |        | Drohiczyn           | Siemiatycze         | 1 740                  | 15,7                    | 110,9                                          | Wojciech Borzym            | 52° 23′ 50″ N, 22° 39′ 33″ L |
| 36. |        | Goniądz             | Mońki               | 1 714                  | 4,3                     | 400,5                                          | Grzegorz Dudkiewicz        | 53° 29′ 23″ N, 22° 44′ 00″ L |
| 37. |        | Jedwabne            | Łomża               | 1 668                  | 4,5                     | 367,4                                          | Adam Niebrzydowski         | 53° 17′ 10″ N, 22° 18′ 09″ L |
| 38. |        | Rajgród             | Grajewo             | 1 401                  | 35,3                    | 39,7                                           | Adrian Arasimowicz         | 53° 44′ 01″ N, 22° 42′ 01″ L |
| 39. |        | Kleszczele          | Hajnówka            | 1 047                  | 46,7                    | 22,4                                           | Mirosław Markiewicz        | 52° 34′ 27″ N, 23° 19′ 33″ L |
| 40. |        | Suraż               | Białystok           | 964                    | 33,9                    | 28,5                                           | Henryk Łapiński            | 52° 56′ 59″ N, 22° 57′ 23″ L |